# Гельдінганес

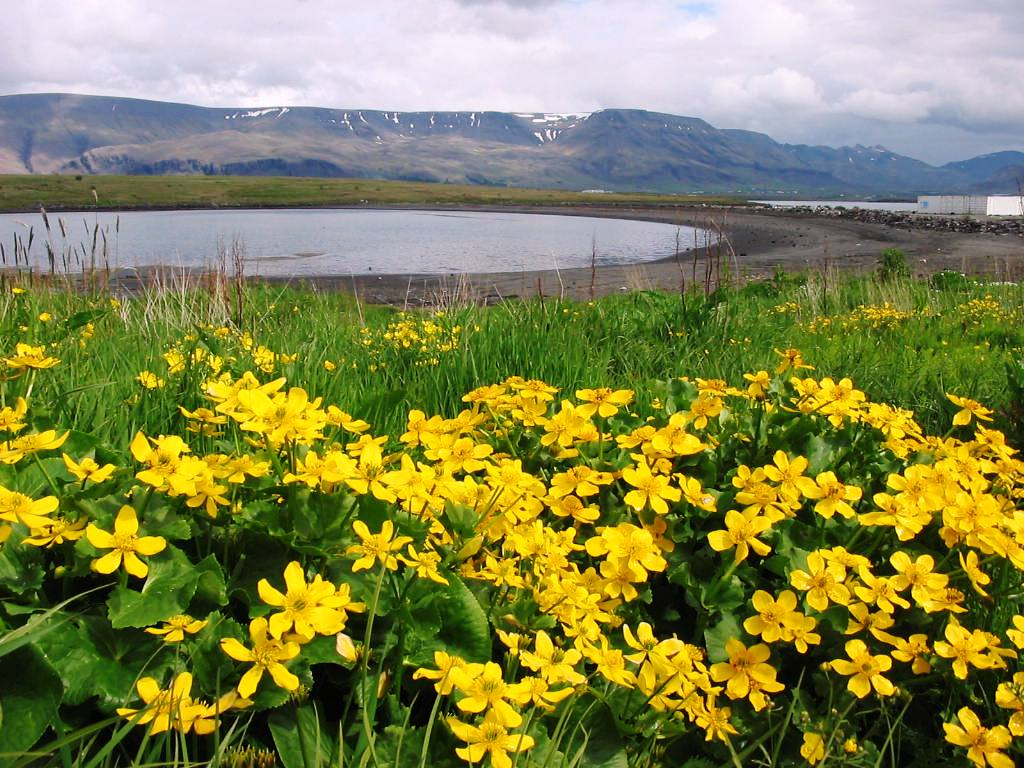
Перешийок, що сполучає Гельдінганес з материком. Квіти калюжниці болотньої на передньому плані.

Ге́льдінганес (ісл. Geldinganes) — великий острів чи скоріш півострів, а також мис в муніципальних межах міста Рейк'явік в Ісландії. Розташований північніше затоки Ейдісвік. Гельдінганес розташований поруч з іншим островом — Відей. На північ від Гельдінганеса лежить дещо менший острів Терней.
Гельдінганес сполучений з материком перешийком, який тепер є проїзним і в минулому доїзд по суші був можливим лише під час нічного відпливу. Гельдінганес незабудований та незаселений, проте, свого часу, сюди звозили кастрованих овець щоб годувати ними соколів. Згодом соколів стали годувати залишками овечого м'яса на диких полях Вальгусагайд у Сельть'ярнесі. Ці зарізані вівці призначалися за поживу для соколів коли їх завозили на цей пустельний півострів. Так повстала така назва специфічна Гельдінганес — «кастрований (рублений) півострів». Пізніше тут пасли коней. Так, конярське товариство Фаукур мало тут такі конячі пасовища у третій чверті 20-го століття.
Потім тут було стрільбище і тепер відкрито кар'єр де добувають дрібний гравій і звідки було вивезено тисячі тон гравію.
З часом тут планують збудувати житловий район розрахований на 15000 людей.

## Джерело
- Grafarvogur (aðalskipulag Reykjavíkur 2010—2030) [Архівовано 29 квітня 2016 у Wayback Machine.]

| Ісландія | Це незавершена стаття з географії Ісландії. Ви можете допомогти проєкту, виправивши або дописавши її. |